# می خواه و گل افشان کن از دهر چه می‌جویی
غزلی با مطلع «می خواه و گل افشان کن از دهر چه می‌جویی» غزل شمارهٔ ۴۹۵ از دیوانِ حافظ در تصحیحِ محمد قزوینی و قاسم غنی است.

## در دیگر آثار هنری
پنج بیت از این غزل در سه قالی مختلف متعلق به تبریز، سدهٔ ۱۰ ه‍.ق نقش بسته‌است؛ قالی اول نقوش حیوانی و طرح لچک‌ترنج دارد. این قالی در موزهٔ فرش تهران نگهداری می‌شود. قالی دوم نیز نقوش حیوانی و طرح لچک‌ترنج دارد. این قالی که به قالی «سالتیگ» معروف است، در موزهٔ ویکتوریا و آلبرت لندن نگهداری می‌شود. قالی سوم نیز با طرح لچک‌ترنج در توپکاپی‌سرای نگهداری می‌شود.